# Луций Каниний Гал (трибун)
Вижте пояснителната страница за други личности с името Луций Каниний Гал.
Луций Каниний Гал (на латински: Lucius Caninius Gallus; † 44 пр.н.е.) е политик на Римската република.
Произлиза от плебейската фамилията с консулски ранг Канинии от Тускулум. Приятел е на Гай Юлий Цезар, Марк Теренций Варон и Цицерон.
Става народен трибун през 56 пр.н.е. През 55 пр.н.е. помага на египетския фараон Птолемей XII да се върне на трона. През 51 пр.н.е. е претор на Ахея. Работи в Атина, когато Цицерон пристига там. Остава неутрален през гражданската война между Помпей и Цезар.
Жени се след 58 пр.н.е. за Антония Хибрида Старша, по-голямата дъщеря на Гай Антоний Хибрида и сестра на Антония Хибрида Младша, първата съпруга на Марк Антоний, който е неин братовчед по бащина линия. Баща е на Луций Каниний Гал (консул 37 пр.н.е.) и дядо на Луций Каниний Гал (консул 2 пр.н.е.).